# Edward Phillips Oppenheim
Edward Phillips Oppenheim, född 22 oktober 1866, död 3 februari 1946, var en engelsk detektivromanförfattare.

## Biografi
Oppenheim vann stor populartiet genom en mängd av spännande händelser och skräckromatiska motiv fyllda äventyrsromaner, de flesta betraktade som lättare underhållningslitteratur.
Ett fyrtiotal av hans böcker har översatts till svenska. 